# Lijst van Duitse historische motorfietsmerken D-E-F
Dit is een lijst van Duitse historische motorfietsmerken zonder eigen artikel (D-E-F).

### DAK
Het Deutscher Automobil Konzern GmbH (DAK) is een historisch Duits merk van motorfietsen en auto's. Leipzig (1923-1925). De motorfietsen hadden een ILO-tweetaktmotor van 117 en 147 cc.

### Defa
Defa is een historisch motorfietsmerk. Defa stond voor: Deutsche Fahrradbau GmbH, Berlin 1921 - 1924. Duits merk dat behalve eigen 198cc-zijklepmodellen ook frames voor andere fabrikanten maakte.

### Deloma
Deloma is een historisch motorfietsmerk, geproduceerd door Deloma Kraftfahrzeugwerke, Magdeburg. Dit was een Duits merk dat alleen in 1924 motorfietsen maakte. Dat kwam waarschijnlijk doordat ook Deloma vertrouwde op de 142cc-Albertus-Rohölmotor, die vele andere merken de das om deed vanwege zijn gebrekkige betrouwbaarheid.

### Delta
Delta is een historisch motorfietsmerk, die werden gemaakt bij Delta-Werk, Hugo Lindner, later Delta Werke AG, Solingen. Duits merk dat alleen in 1924 zijn vreemde, tweezits motorfietsen met 498cc-eencilindermotor bouwde.

### DFB
(Rhein. Bergische Motorenfabrik Martin Heck, Bergisch-Gladbach 1922 - 1925). Dit was een Duitse fabriek die clip-on motoren van 159 cc en lichte motorfietsen onder de merknaam ‘’’DFB’’’ bouwde.

### Diag
Diag is een historisch merk van hulpmotoren en motorfietsen, geproduceerd door Diag GmbH Motorrad- und Apparatebau, Leipzig van 1923 tot 1931. Duits bedrijf dat aanvankelijk hulpmotoren van 83 en 101 cc produceerde. De motorfietsen van Diag hadden 173-, 246- en 346cc-zij- en kopklepmotoren.

### Diagon
Diagon is een historisch Duits merk dat in 1923 motorfietsen maakte waarvan alleen bekend is dat ze een ruggengraatframe hadden waarin de benzinetank was geïntegreerd.

### Diel
Diel is een historisch merk van motorfietsen. Diel was een onbekend Duits merk dat in elk geval in 1927 een watergekoelde kopklepper produceerde, wat eventuele verwarring met het merk Dihl onwaarschijnlijk maakt, want dit Berlijnse merk maakte voor zover bekend alleen tweetakten.

### Dieterle-Dessau
Dieterle-Dessau is een historisch motorfietsmerk van W. Dieterle, Dessau. Dit Duitse merk uit de jaren 1924-1926 werd ook onder de naam Dreipunkt verkocht. Dieterle bouwde naast fietsen ook motorfietsen met 350cc-tweetaktmotor. Waarschijnlijk maakte men ook 198cc-zijklepmotoren met een zogenaamde “Auspuff-Injektor”, die het vermogen moest verhogen. Op het einde bouwde Dieterle-Dessau ook een 248cc-zijklepper.

### Difra
Difra is een historisch motorfietsmerk, gemaakt door Difra Fahrzeugwerke, Frankfurt/Oder van 1923 tot 1925. Difra was een klein Duits merk dat voornamelijk 198cc-Namapo-zijklepmotoren inbouwde.

### Dihl
Dihl is een historisch merk van motorfietsen die in 1923 en 1924 werden gemaakt door
Dihl Motoren AG, Berlin. Dit bedrijf had een kleine productie met eigen 269cc-tweetaktmotoren. Daarnaast leverde men modellen van 125 en 150 cc.

### Djounn
Djounn is een historisch motorfietsmerk van Djounn F. Fischer & Co. AG, Hohenschönhausen. Duits merk dat motorfietsen maakte die door de in Duitsland wonende Russische ex-piloot Djounkowski werden ontwikkeld. De Djounn had een bijzondere constructie met 499cc-blok, en werd alleen in 1925 gemaakt. Waarschijnlijk kwam het niet tot serieproductie.

### DKF
DKF stond voor: Deutsche Kleinmotoren & Fahrzeugwerke AG, Berlin-Potsdam 1923 - 1924). Kleine Duitse fabriek die motorfietsen met zijklepmotoren van 148 en 198 cc bouwde.

### DMG
DMG is een historisch merk van motorfietsen. DMG stond voor: (Deutsche Motoren Gesellschaft GmbH, Berlin-Charlottenburg 1921 - 1924). Klein Duits merk dat eerst 147cc-hulpmotoren en later complete motorfietsen met 198cc-zijklepmotoren in beperkte oplage bouwde.

### Dobro-Motorist
Dobro Motorist is een historisch merk van motorfietsen. (Motorist Automobil Vertriebs GmbH, Berlin-Charlottenburg 1923-1925). Duitse zusteronderneming van de Merkur Flugzeugwerke die motorfietsen bouwde met 145cc-DKW-motor en 348cc-JAP-zij- en kopklepmotoren.

### Dolf
Dolf is een historisch motorfietsmerk, geproduceerd door Maschinenfabrik Stein AG, Frankfurt/Main 1922 - 1925. Duits merk waarvan de motorfietsen tot de beste en snelste tweetakten van de jaren twintig gerekend worden. Het belangrijkste model had een 144cc-blokmotor met 8 overstroom- en uitlaatkanalen en een conische inlaatschijf.

### DWB
DWB is een historisch motorfietsmerk. DWB stond voor: Dorko-Werke, Abt. Motorenbau, Bamberg 1924 - 1926. Duits merk dat na het faillissement van Juhö de productierechten van de Juhö-195cc-zijkleppers opkocht en in 1925 ook een eigen 269cc-tweetakt maakte.

### Eber
Eber is een historisch motorfietsmerk dat van 1924 tot 1928 werd geproduceerd door Eber Motorradbau, Eibau (Ebersbach). Duits motormerk dat typisch Britse motorfietsen maakte met 350- en 500cc-JAP- en Blackburne-motoren, later ook met 350- en 500cc-Kühne- en Küchen-viertakten.

### EBS
EBS is een historisch motorfietsmerk. EBS stond voor: Ernst Baumeister & Söhne, Berlin (1925-1931). Duits merk dat voornamelijk robuuste motorfietsen maakte met eigen motoren van 198 tot 796 cc. Vanaf 1928 ook een 198cc-tweetakt met Villiers-blokje.

### EBW
EBW is een historisch merk van motorfietsen, geproduceerd door Motorradbau Ernst Büscher, Berlin-Wilmersdorf (1923-1924). Klein Duits motormerk dat motorfietsen bouwde met een Bekamo-tweetaktmotor van 139 cc.

### ED
ED is een historisch merk van motorfietsen. ED stond voor: Eberwein & Diener. Duits merk (Tuttlingen) waar tussen 1925 en 1927 140cc-tweetakt-motorfietsen werden gebouwd.

### EGA (Gaggenau)
EGA is een historisch merk van een motorfiets en staat voor Eisenwerke Aktiengesellschaft, Gaggenau (1922-1926). Dit was een Duitse fabriek die een kleine productie kende van eencilindermachines met eigen tweetaktmotoren van 246 en 346 cc. Er was nog een merk met deze naam: zie EGA (Assen).

### EMA
EMA is een historisch merk van motorfietsen die werden gemaakt van 1922 tot 1925. EMA stond voor: Eduard Molitor, Motorfahrzeugbau, Aalen. EMA was een kleine Duitse firma die liggend ingebouwde 148cc-DKW-blokjes gebruikte.

### EMH
EMH is een historisch merk van motorfietsen. EMH stond voor: Motorradbau Ernst Meier, Hamburg (1927-1929). EMH was een Duits motormerk dat een bescheiden productie had van 348- en 498cc-eencilinders met Küchen-motor.

### EO
EO is een historisch merk van motorfietsen. Elite-Diamant Werke AG, Siegmar-Schönau (1930-1931). Door het Duitse merk Elite gebouwde prototypes die - net als de latere Elite-motoren - op de Neander-Opels leken, maar voorzien waren van een 497cc-Küchen-motor. Ze kwamen nooit in productie. EO betekent overigens Elite-Opel. Zie ook Diamant.

### EVO
EVO is een historisch merk van motorfietsen. Evo stond voor: Motorradbau Eduard A. Voigt, Hannover (1923-1925). Duits merk dat lage, mooie frames bouwde die voorzien werden van ILO-tweetaktmotoren van 146 cc. Voigt werd later een vooraanstaande motorjournalist.

### Ferbedo
Ferbedo is een historisch merk van motorfietsen. Ferbedo staat voor: Ferdinand Betthäuser, Nürnberg-Doos. Dit is een Duits bedrijf dat sinds 1914 driewielers en trapauto's voor kinderen produceert. In de jaren vijftig, om precies te zijn tussen 1953 en 1955 produceerde het bedrijf ook enkele scooters met een Zündapp-motor van 49 cc.